# 2022年紐約影評人協會獎
第88屆紐約影評人協會獎（英語：The 88th New York Film Critics Circle Awards）旨在表揚2022年優秀的電影作品，於2022年12月2日宣布得獎名單，於2023年1月4日舉行頒獎典禮。
《TÁR塔爾》獲得最佳影片與最佳女主角（凯特·布兰切特）；科林·法雷尔憑藉《楊之後》與《伊尼舍林的女妖》兩部片的演出獲得最佳男主角，《伊尼舍林的女妖》亦獲得最佳劇本（馬丁·麥多納）。

## 得獎名單
- 最佳影片

《TÁR塔爾》
- 最佳導演

《RRR》S·S·拉傑摩利
- 最佳男主角

《楊之後》、《伊尼舍林的女妖》科林·法雷尔
- 最佳女主角

《TÁR塔爾》凯特·布兰切特
- 最佳男配角

《媽的多重宇宙》關繼威
- 最佳女配角

《不！》琪琪·帕瑪
- 最佳劇本

《伊尼舍林的女妖》馬丁·麥多納
- 最佳動畫片

《迷你網紅實貝秀》
- 最佳攝影

《捍衛戰士：獨行俠》克勞迪奧·米蘭達
- 最佳非虛構電影

《美人们与流血事件》
- 最佳國際電影

《如果驢知道》
- 最佳首部電影（英语：New York Film Critics Circle Award for Best First Film）

《日麗》夏洛特·威爾斯
- 特別獎

傑克·珀林（Jake Perlin）－策展人、發行人兼出版人，表彰他對電影文化不可或缺的貢獻。
DGenerate Films－表彰該公司引進中國獨立電影，推廣給廣大觀眾。
贾法尔·帕纳希－表揚他在受壓迫的環境下，作為一名藝術家，仍然無所畏懼、既人道又美麗地創作著。

## 外部連結
- 官方网站（英文）